# Stockholm–Roslagens Järnvägars stationsur

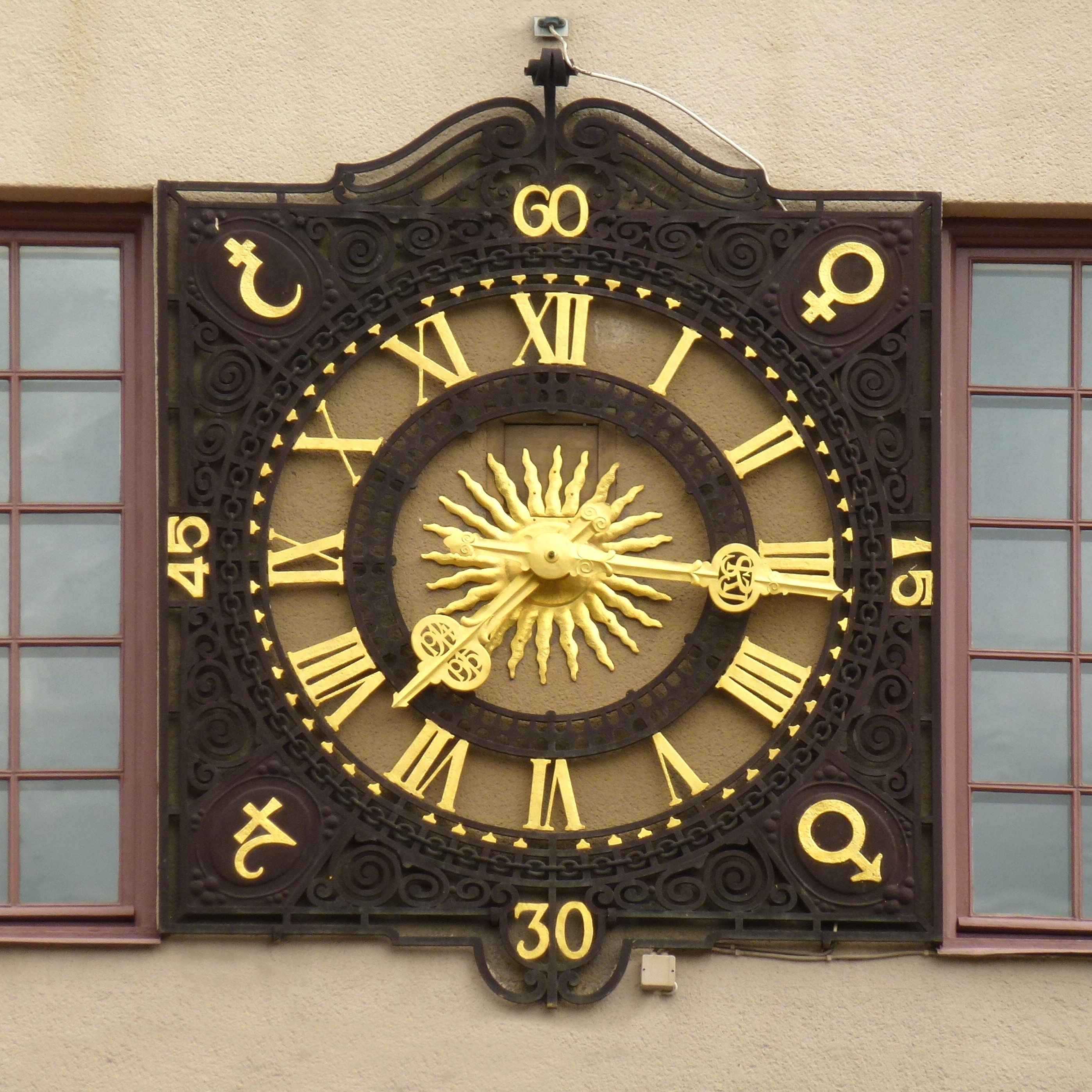
SRJ:s stationsur, augusti 2012.

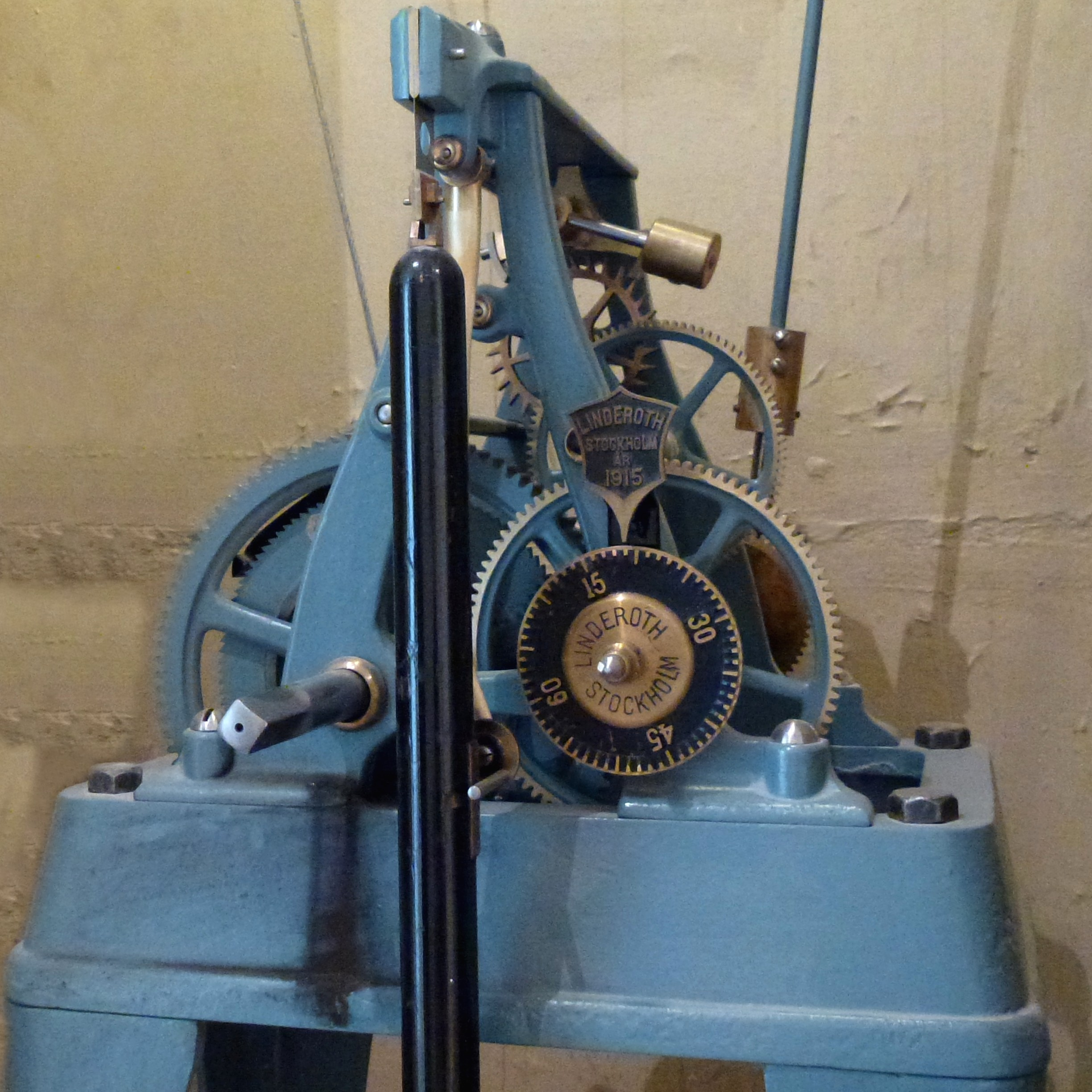
Urverket, augusti 2012.

Stockholm–Roslagens Järnvägars stationsur finns på fasaden för före detta Stockholm–Roslagens Järnvägars stationshus, Engelbrektsplan 2 på Östermalm i Stockholm.

## Historik
Huset i kvarteret Landbyska Verket 8 uppfördes åren 1914 till 1915 efter ritningar av arkitektkontoret Hagström & Ekman. Byggnaden innehöll förutom slutstation och huvudkontor för Stockholm–Roslagens Järnvägar även biografen Sture-Teatern som öppnade den 3 november 1915 och stängde den 7 oktober 2001.
Stationsuret återfinns på gaveln mot Engelbrektsplan 2 som är utformad som en frontespis. Urtavlan pryder fönsterraden i andra våningen. Den är formgiven i rikt dekorerat, svartmålat smide med förgyllda siffror, tecken och visare. Timvisaren innehåller årtalen 1914/1915 och minutvisaren bokstäverna SRJ som står för Stockholm–Roslagens Järnvägar. I ytterhörnen finns astronomiska symboler för Venus, Mars, Jupiter och Ceres. I urtavlans centrum strålar solen. Urverket står i en liten skrubb på våning 1 trappa. Det är tillverkat 1915 av den renommerade firman Linderoths urfabrik, som hade sina lokaler vid Drottninggatan 28. 
Linderoths var en ledande tillverkare av stationsur. År 1860 beställde Statens Järnvägar (SJ) det första stationsuret, det blev början av en lång och framgångsrik tillverkning av tornur, stationsur, byggnadsur och precisionsinstrument.
SRJ:s slutstation vid Engelbrektsplan lades ner 1960 men uret finns kvar.